# Кожменешть
Кожменешть, Кожменешті (рум. Cojmănești) — село у повіті Горж в Румунії. Входить до складу комуни Слівілешть.
Село розташоване на відстані 239 км на захід від Бухареста, 28 км на південний захід від Тиргу-Жіу, 76 км на північний захід від Крайови.

## Населення
За даними перепису населення 2002 року у селі проживали 478 осіб, усі — румуни. Усі жителі села рідною мовою назвали румунську.